# 개와 늑대의 시간
《개와 늑대의 시간》은 사과나무픽처스에서 제작하고 2007년 7월 18일부터 2007년 9월 6일까지 MBC에서 방송한 드라마이다. 프로그램 기획서에 당초 20부작 미니시리즈로 가닥을 잡았다가, 제작사와 방송사의 조율로 최종 16부작 미니시리즈로 최종 확정되었다. 약칭으로 '개늑시'라고 한다.
한편, 매 회 긴장의 끈을 놓을 수 없는 탄탄하고 치밀한 스토리와 화려한 액션, 그리고 절제되고 감각적인 영상으로 많은 화제를 낳았으며 한국형 느와르를 개척한 수작으로 평가받고 있다. 대한민국 국가정보원에서 제작을 일부 후원하였다.
또한 2019년 개국한 MBC ON에서 방송하였다.

## 줄거리
아버지와 어머니의 죽음에 대한 상처를 안고 살아가는 이수현을 중심으로 하여 국가정보원과 태국의 범죄조직 간의 첨예한 갈등을 다룬 이야기다.

## 등장 인물

### 주요 인물
- 이준기 : 이수현, KAY 역 (아역 박건태)

前 국가정보원 해외1팀요원
국가안전기획부 요원 이동조와 태국검찰청 검사 유경화 사이에서 태어났다. 아버지가 없이 자랐어도 어머니와 행복한 어린시절을 보냈고 태국에서 만나게 된 아리를 보고 첫눈에 반해 그녀를 사랑하게 된다. 하지만 마오에 의해 어머니가 눈앞에서 피살당하자 어머니의 죽음 앞에서 복수를 맹새했고, 이후에 국정원요원 강중호에 의해 키워졌다. 수현은 타고난 상황판단능력과 동물적인 감각을 인정받아 국정원 해외1팀에 입사하였다. 유능한 요원으로 인정받게 되지만, 자신의 어머니를 죽인 원수이자 청방의 보스였던 마오를 암살하려다가 임무를 실패하게 되고, 그 책임을 물어 보직에서 해임된다. 하지만 정학수 부장의 언더커버(잡입수사요원) 제의를 받아들여 태국으로 떠나게 되고, 케이라는 이름으로 거리의 깡패로 다시 태어나게 된다. 수현은 태국의 무에타이 경기장에서 일을 하다가 마오의 목숨을 구하게 되고, 그 대가로 마오의 그림자가 되어 부모님의 원수였던 마오를 처단하기 위해 그의 목을 조금씩 조여간다.
- 정경호 : 강민기 역 (아역 정세인)

국가정보원 정보분석과 요원
국정원요원 강중호의 아들이자 수현의 절친한 친구다. 어릴 때 아버지가 태국에서 데려온 수현을 보고 그와 싸우기도 많이 싸웠지만 결국 친해지게 된다. 이후 장성함에 따라 아버지의 뒤를 이어 국정원 요원으로 입사해 능력을 인정받지만, 중요한 작전 때에도 여자에게 한눈팔고 작업거는 게 주특기다. 하지만 공항에서 작전 테스트 도중에 지우를 만난 민기는 그녀를 처음 본 순간부터 사랑에 빠지고 그녀를 사랑하게 되지만, 어릴 적 인연으로 인해 수현과 더 가까워지는 지우가 야속하기만 하다. 수현에게도 자신의 감정을 잘 드러내지 않고 마음속으로만 지켜보던 민기는 수현이 사망처리된 이후 수현을 그리워하는 지우의 곁을 지켜주지만 수현과 꼭닮은 케이가 나타나고 케이에 의해 아버지 강중호가 죽으면서 그를 잡기 위해 달려들기 시작한다.
- 남상미 : 서지우 (리랏 아리) 역 (아역 정민아)

아트디렉터
서영길의 딸이지만 실제로는 마오의 친딸이다. 마오의 부인과 불륜 관계인 영길은 부인과 지우(아리)를 데리고 한국으로 도망친다. 지우는 어려서부터 그림에 소질을 보였고 그래서인지 직업도 아트디렉터로 가졌다. 꿈을이루고 한국으로 돌아온 그녀는 민기와의 인연으로 첫사랑 수현을 만나게 되고 풋풋한 사랑을 키워가지만, 수현의 사망 처리 이후 가슴아파한다 하지만, 수현과 꼭 닮은 케이가 나타나면서 수현과 케이 사이에서 번민한다.

### NIS관련 인물
- 이기영 : 강중호 역

국가정보원 요원이자 수현의 아버지였던 이동조와 절친한 친구 사이였고, 그의 아내였던 경화와도 잘아는 사이다. 태국에 정보수집차 왔다가 청방의 마약거래를 일망타진할 계획을 세운 경화의 수사를 도와 청방의 대규모 마약거래를 좌절시켰고, 경화의 죽음을 전해듣고 수현을 입양하여 한국으로 데려와 친아들처럼 키웠다. 언더커버(잡입수사요원)으로 투입된 수현이 기억을 잃고 방황하자 그의 기억을 일깨우려다가 배상식에게 살해된다.
- 김정난 : 유경화 역

태국검찰청 소속의 검사. 국가안전기획부요원이었던 이동조의 아내이며 수현의 어머니이다. 자신의 남편을 죽인 청방조직에 복수하려는 이유로 청방의 대규모 마약거래를 일망타진하는 큰공을 세웠지만, 그에 대한 보복으로 마오가 쏜 총에 암살당한다.
- 성지루 : 변씨(변동석) 역

공군정보과를 거쳐 국가안전기획부의 요원까지 했었지만 정보를 해외에 팔다가 걸려 국가안전기획부를 그만두고 택시운전이나 카페를 경영하면서 정보수집을 하고 있다. 중호와도 친한 사이고, 그 때문에 민기와 수현에게 많은 도움을 준다.
- 김갑수 : 정학수 역

국가와 조직의 이익 그리고 자신의 이익을 위해서라면 수단과 방법을 가리지 않는 냉혈한 국가정보원 소속의 부장이다. 수현의 상처를 끄집어내 복수의 도구로 삼고 수현을 언더커버으로 추천한다.
- 이미영 : 명애 역

민기의 어머니이자 중호의 아내. 처음에는 수현의 갑작스런 입양에 반대하지만 나중에는 친아들인 민기 못지않게 수현을 아끼고 기른다.
- 서동원 : 최일도 역

국가정보원 해외분석 과장. 냉철한 판단력으로 무장한 엘리트 요원이다. 민기에게 무심한 척 하지만 누구보다 관심이 많고 따뜻한 마음을 가지고 있다. 민기에게 많은 도움을 준다.

### 청방 관련 인물
- 최재성 : 리랏 마오 역

태국 최대 마약조직 청방의 보스. 타고난 사업가적 기질을 가지고 있고 냉혹한 성격도 지니고 있다. 자신의 목숨을 구하고 자신에게 절대적인 충성을 바치는 케이를 더욱 신임하여 곁에 두고 자신의 후계자로 키우려고 하였으나, 케이의 정체가 자신이 죽인 친구의 아들이란사실이 드러나면서 참회하며 수현의 손에 죽음을 당한다.
- 정성모 : 서영길 역

과거 마오의 동료였지만 손을 씻고 한국으로 돌아와 건실한 사업가로 변모하여 살고있다. 지우와 가족들에게 부끄럽지 않은 사람이 되기 위해 최선을 다한다.
- 최지호 : 지라프 역

마오의 경호원이자 뛰어난 무술실력을 가졌다.
- 차수연 : 샤오밍 역

마오의 정부이자 뛰어난 외모를 지녔다.
- 박효준 : 아화 역

케이의 동료. 유쾌하고 쾌활하며 약간 어벙한 면도 있다. 수현을 항상 믿고 따른다.
- 이태성 : 배상식 역

독거미파 부두목. 단순하고 다혈질적인 성격에 냉혹하다. 자신을 음모에 빠뜨리려고 했던 천 회장을 몰락시키고 그것을 계기로 청방에 투항하지만, 후에 민기의 손에 죽음을 당한다.

### 그 외 인물
- 정경순 : 오승주 역

국가정보원 해외1팀장. 카리스마 있고 강단 있는 여장부 스타일이다. 수현을 믿고 지지하며 그의 버팀목이 되어준다.
- 정호빈 : 천 회장 역

독거미파 보스. 청방에 대응하며 조직을 이끌었으나 마오가 놓은 덫에 걸려 수현에게 죽음을 당한다.

## 참고 사항
- 이준기는 부산대표 출신 태권도 공인 3단 유단자이다.
- 국정원 정문에서 차를 세울 수 있는 건 대통령과 국정원장 뿐이다. 그러므로 국정원 정문에서 내렸던 정학수 부장은 국정원장으로 승격되었음을 의미한다.
- 이 드라마의 작가였던 한지훈 작가와 류용재 작가는 이 이야기를 드라마 촬영 3년전부터 기획했다고 한다. 원래는 국가정보원이 아니라 AP(ASIAN POLICE)라는 인터폴보다 더 강력한 경찰 조직이었고, 등장인물도 남자 2명에 여자 4명으로 총 6명이등장하는 드라마로 기획되었다.
- 맨 마지막의 결말은 이수현이 마오를 사살하고 죽음을 맞는 엔딩 크레딧이였지만 무슨 이유에서인지 AP는 국가정보원으로, 등장인물도 주연 5명이 등장하는 드라마로 탈바꿈되었다

## 히스토리
- 2004년 《개와 늑대의 시간》기획을 시작하다.
- 2005년 3월 《개와 늑대의 시간》전신인 프라미스 시놉시스를 완성하다.
- 2005년 8월 한지훈 작가가 참여하다.
- 2006년 4월 이준기, 주연으로 물망 오름
- 2006년 여름 이준기, 정경호, 남상미 등 주연배우 캐스팅 완료하다.
- 2006년 11월 KBS2 편성 논의
- 2006년 12월 국가정보원 내부촬영과 해외 실사헌팅을 진행하다.
- 2007년 2월 방송사가 MBC로 결정, 김진민 감독이 연출로 참여하다.
- 2007년 5월 1일 《개와 늑대의 시간》첫 촬영을 진행하다.
- 2007년 6월 태국 현지 촬영을 진행하다.
- 2007년 7월 18일 3년의 기획 기간과 2년간의 대본 집필 과정을 거쳐 첫방송이 전파를 타다.
- 2007년 7월 19일 DC 개늑시 갤러리 생성
- 2007년 9월 6일 마지막회 방송과 드라마 최초로 용산 CGV 극장 단체관람
- 2007년 12월 13일 개와 늑대의 시간 일반판 DVD 발매
- 2007년 12월 30일 MBC 연기대상 이준기, 남상미가 우수상을 수상한다.
- 2008년 2월 DC 개늑시 갤러리 추진 리뷰북 발행
- 2008년 7월 19일 1주년 기념 영상회가 연세대학교에서 열렸다. (기획 : DC 개늑시 갤러리)
- 2008년 10월 11일 서울 드라마 어워즈 네티즌이 뽑은 베스트 드라마에는 개와 늑대의 시간이, 남자배우와 여자배우는 이준기와 남상미가 각각 수상하였다.
- 2010년 7월 22일 품절되었던 개와 늑대의 시간 일반판 DVD 재발매
- 2012년 4월 18일 이준기와 함께하는 개와 늑대의 시간 드라마 메이킹북이 발행되었다.
- 2014년 6월 개늑시 커플이었던, 이준기, 남상미는 KBS2드라마 조선총잡이에서 연인으로 다시한번 재회하고, 최재성은 이준기의 아버지로 특별출연 한다. 이준기와 남상미는 그해 12월 KBS 연기대상에서 조선총잡이로 커플상을 받는다. 그리고 2015년 1월 남상미는 일반인 사업가와 결혼식을 올렸다.
- 2015년 11월 DC 드라마갤과 이준기 팬덤이 중심이 되어 개와 늑대의 시간 Blu-ray를 출시 요청하다.
- 2016년 1월 25일 개와 늑대의 시간 Blu-ray 스페셜 에디션이 출시가 확정되었다.
- 2016년 4월 12일 개와 늑대의 시간 Blu-ray 스페셜 에디션 발매.

## 편성 변경
- 2007년 8월 22일 방송분은 한국과 우즈베키스탄의 베이징올림픽 아시아지역 최종예선 경기가 저녁 8시부터 시작한 관계로 지연 방송되었다.

## 시청률
아래의 파란색 숫자는 '최저 시청률'이고, 빨간색 숫자는 '최고 시청률'입니다. 시청률조사회사와 지역별로 시청률에 차이가 있을 수 있습니다.
| 2007년      | 2007년      | 2007년         | 2007년       | 2007년         | 2007년       |
| 회차        | 방송일      | TNmS 시청률    | TNmS 시청률  | AGB 시청률     | AGB 시청률   |
| 회차        | 방송일      | 대한민국(전국) | 서울(수도권) | 대한민국(전국) | 서울(수도권) |
| ----------- | ----------- | -------------- | ------------ | -------------- | ------------ |
| 제1회       | 7월 18일    | 10.8%          | 11.7%        | 8.8%           | 9.3%         |
| 제2회       | 7월 19일    | 10.9%          | 12.0%        | 9.4%           | 10.1%        |
| 제3회       | 7월 25일    | 13.7%          | 14.3%        | 13.2%          | 14.2%        |
| 제4회       | 7월 26일    | 15.1%          | 16.2%        | 12.8%          | 13.3%        |
| 제5회       | 8월 1일     | 13.0%          | 14.1%        | 11.3%          | 11.9%        |
| 제6회       | 8월 2일     | 14.1%          | 15.3%        | 14.1%          | 14.7%        |
| 제7회       | 8월 8일     | 17.1%          | 18.4%        | 15.8%          | 17.2%        |
| 제8회       | 8월 9일     | 17.1%          | 18.6%        | 15.7%          | 16.0%        |
| 제9회       | 8월 15일    | 18.0%          | 19.4%        | 15.6%          | 16.5%        |
| 제10회      | 8월 16일    | 16.7%          | 17.0%        | 16.7%          | 18.2%        |
| 제11회      | 8월 22일    | 15.6%          | 16.6%        | 13.6%          | 14.4%        |
| 제12회      | 8월 23일    | 15.8%          | 16.8%        | 15.3%          | 17.0%        |
| 제13회      | 8월 29일    | 15.5%          | 16.3%        | 14.6%          | 15.1%        |
| 제14회      | 8월 30일    | 16.3%          | 16.7%        | 15.9%          | 15.9%        |
| 제15회      | 9월 5일     | 16.6%          | 17.4%        | 15.1%          | 15.9%        |
| 제16회      | 9월 6일     | 16.7%          | 17.3%        | 17.5%          | 17.1%        |
| 평균 시청률 | 평균 시청률 | 15.2%          | 16.1%        | 14.1%          | 14.8%        |

## 수상 경력
- 2007년 MBC 연기대상 남자 우수상 이준기
- 2007년 MBC 연기대상 여자 우수상 남상미
- 2008년 제3회 서울 드라마 어워즈 네티즌이 뽑은 남자 인기배우상 이준기
- 2008년 제3회 서울 드라마 어워즈 네티즌이 뽑은 여자 인기배우상 남상미
- 2008년 제3회 서울 드라마 어워즈 네티즌이 뽑은 베스트 드라마상

## 관련기사
- 한국적 느와르` 표방한 개와 늑대의 시간 기대 만발`[깨진 링크(과거 내용 찾기)] / 《매일경제》2007-07-05
- ‘개와 늑대의 시간’ 못다한 그 뒷얘기 / 《뉴스엔》2007-09-10